# 浅原英夫
浅原 英夫（あさはら ひでお、1916年6月29日 - 2006年12月18日）は、日本の経営者。日本冷蔵(現在のニチレイ)社長を務めた。

## 来歴・人物
東京府出身。1940年に東京帝国大学経済学部経済学科を卒業し、同年に日本水産に入社。1943年に帝国水産統制(のちの日本冷蔵)に転じ、1964年に取締役に就任し、1967年に常務を経て、1972年に副社長に就任し、1975年には社長に昇格。1983年に会長に就任し、1989年6月に相談役に就任。
1979年5月に藍綬褒章を受章し、1986年11月に勲二等瑞宝章を受章。
2006年12月18日に心不全のために死去。90歳没。